# Pilkari (vid Stora Rilot, Nagu)
Pilkari är en ö i Skärgårdshavet i Pargas stad, tidigare Nagu i landskapet Egentliga Finland, i den sydvästra delen av landet. Ön ligger omkring 3 kilometer väster om Själö, 4 kilometer norr om Nagu kyrka, 31 kilometer sydväst om Åbo och omkring 170 kilometer väster om Helsingfors. Närmaste allmänna förbindelse är förbindelsebryggan vid Själö som trafikeras av M/S Falkö och M/S Östern. Ön är naturskyddsområde.
Öns area är 0,9 hektar och dess största längd är 190 meter i sydöst-nordvästlig riktning.